# Bandhagens centrum

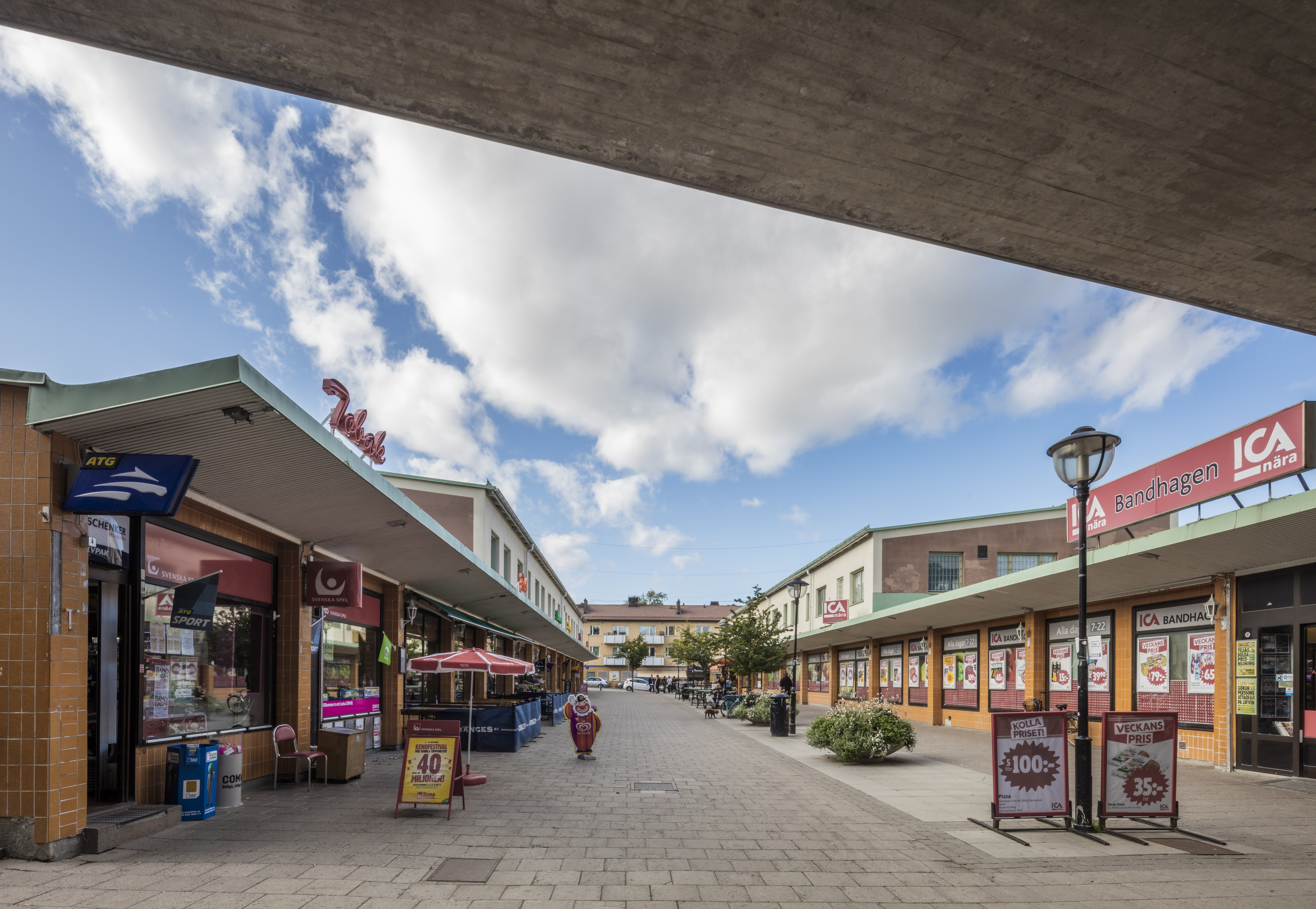
Bandhagens centrum sett från tunnelbanebron mot väst, 2019.

Bandhagens centrum ligger vid Bandhagsplan  i stadsdelen Bandhagen i södra Stockholm. Anläggningen invigdes 1954 tillsammans med Bandhagens tunnelbanestation. Centrumet ägs och förvaltas av bostadsrättsföreningen HSB Bandhagen, som har drygt 500 lägenheter och ett 20-tal butiker samt service och restauranger.

## Bakgrund
Bandhagen tillsammans med Högdalen var ursprungligen planerat som en större förort och en sydlig motsvarighet till ABC-staden Vällingby. År 1950 beslutade Stockholms stad att låta Bandhagen och Högdalen bli två självständiga förorter med var sin centrumanläggning där Högdalens centrum skulle bli det större av de båda. Stadsplanen för Bandhagen och Bandhagens centrum vann laga kraft 1950 och förtydligades 1953 med bland annat ett 11 våningar högt och 13 meter tjockt skivhus i kvarteret Murbruket.

## Historik

### Bebyggelsen

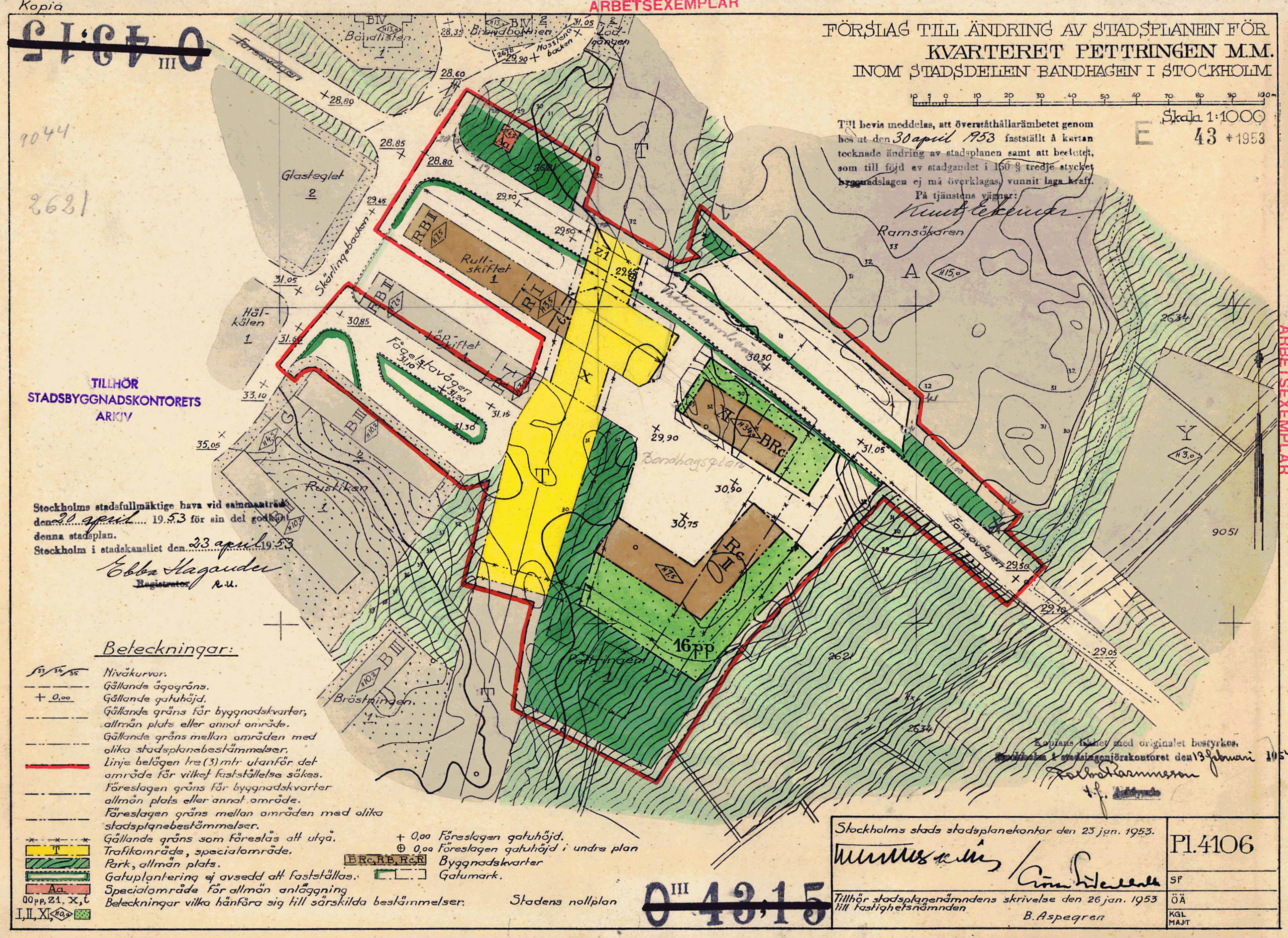
Bandhagens centrum stadsplan 1953.

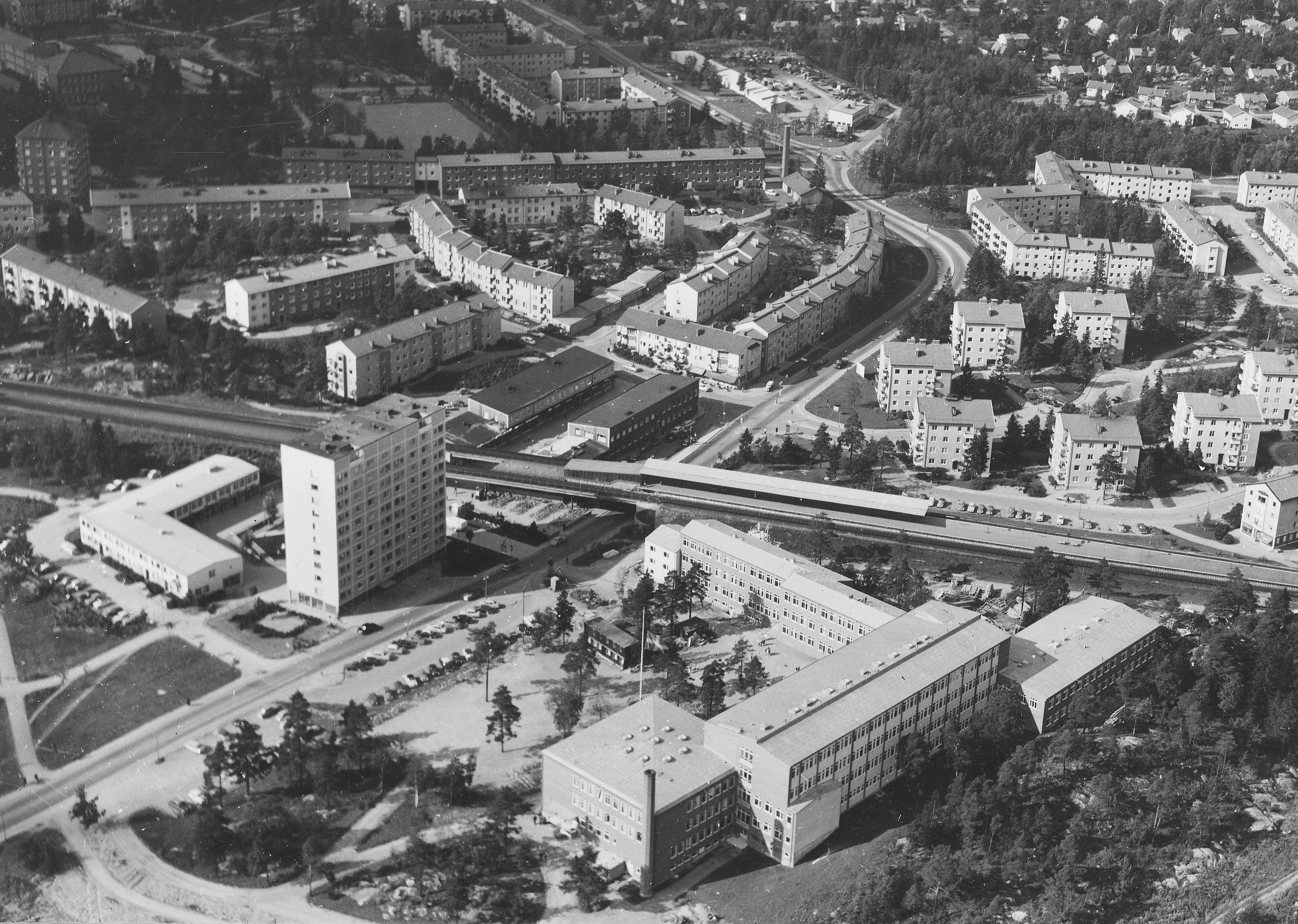
Bandhagens centrum och Bandhagens gymnasium (närmast) 1960.

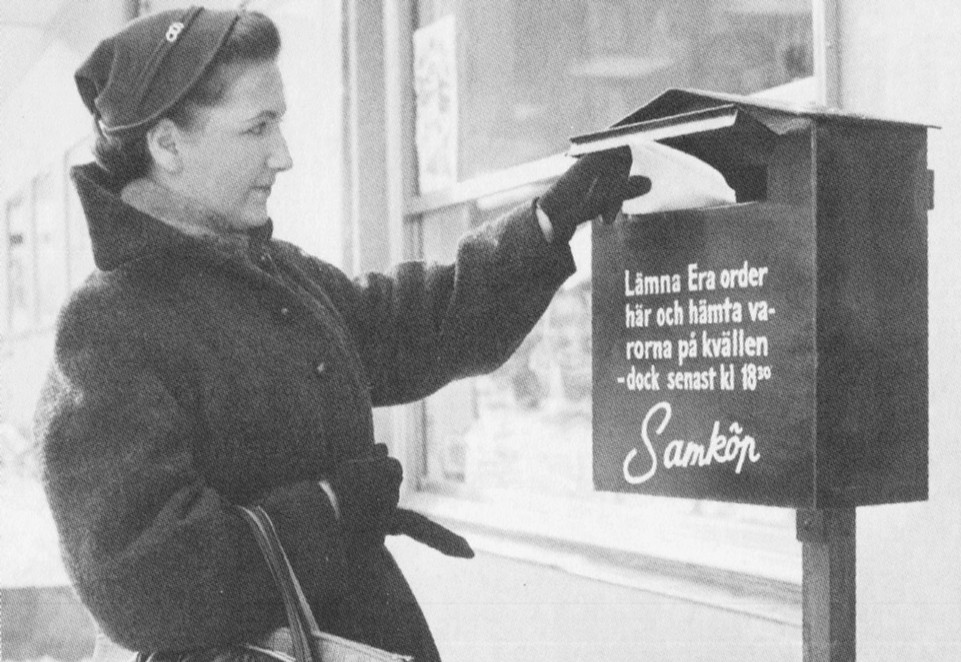
Samköps beställningslåda, 1955.

Först färdigställt var Bandhagens centrum som invigdes tillsammans med tunnelbanan 1954. Förorten var då fortfarande under uppförande och Bandhagen var därmed en av de första förorterna som hade tunnelbana från början. Jämförd med smalhusstadsdelarna från 1930- och 1940-talen fick Bandhagens centrum en utökad kommersiell och social service. 
Anläggningen består av två torg som ligger öster respektive väster om tunnelbanestationen. Den västra delen utgörs av två affärslängor i två våningar med en gågata däremellan. Över butikerna anordnades ett klimatskyddande skärmtak som samtidigt fungerade som fäste för neonreklam. Bottenvåningens fasader kläddes ursprungligen med mosaik som byttes vid en fasadrenovering på 1990-talet mot klinkerplattor i orangegul kulör. I övre våningsplanet låg bland annat en sömnadsskola (norra längan) respektive tandläkare- och läkarmottagning samt två lägenheter (södra längan). Butikslängorna var ritade av arkitekt Curt Strehlenert. Av bygglovsritningarna framgår att arkitekten hade kännedom om vilka affärer som skulle flytta in och specialanpassade sina ritningar till respektive hyresgästs verksamhet. Redan då planerades för en "snabbköpsbutik" i norra längan, närmast tunnelbanan (idag ICA).
Östra delen av Bandhagens centrum domineras av ett elva våningar höga skivhus som blev stadsdelens ”utropstecken” (se kvarteret Murbruket). Det var ett tidstypiskt sätt att markera ett förortscenter och återkommer i bland annat Högdalens centrum, Bagarmossens centrum, Hagsätra centrum, Kärrtorps centrum, Björkhagens centrum och Västertorps centrum.
Höghuset i Bandhagen ritades av arkitekterna Fred Forbat och Harry Egler på HSB:s stadsplaneavdelningen och invigdes 1955. Söder om höghuset vidgades torget till en liten plats som begränsas i söder av en låg affärslänga i vinkel även den ritad av Forbat och Egler. Däremellan anordnades sittplatser och en spegeldamm med fontän, gestaltad av trädgårdsarkitekten Erik Glemme. I fontänbassängen märks skulpturen Horisontal av Folke Truedsson rest 1973.
Mitt i centrum ligger tunnelbanestationen som ritades av Magnus Ahlgren. Stationen öppnades den 22 november 1954. Norr om centrumanläggningen reserverades plats för Bandhagens gymnasium som uppfördes 1957–1959 efter ritningar av arkitekt Lennart Brundin. Skolverksamheten avvecklades 2002 och fastigheten byggdes om till bostäder.

### Omfattande service
I Bandhagens centrum fanns ett brett utbud av service med bank, restaurang, frisör, läkare och tandläkare. Posten hade sina lokaler i höghusets bottenvåning. För övrigt etablerades bland annat foto-, färg-, kläd-, tobak- och radioaffär samt en urmakarbutik i centrumet. Oscaria hade sin skoaffär i norra längan. På 1960-talet öppnade en trafikskola sin verksamhet i höghuset.
Ville man beställa matvaror i förväg eller få dem hemskickade kunde man anlita Samköp-bandet som var Konsums specialbutik i hörnet Trollesundsvägen / Skärlingebacken. Det var även ett av Konsums för tiden största snabbköp med 22 anställda. På fasaden fanns en låda där man kunde lämna sin orderlapp. En text på lådan uppmanade: Lämna Era order här och hämta varorna på kvällen - dock senast kl 18:30. Utanför öppettiderna kunde man handla varor i automater. När Samköp-bandet upphörde är okänt, men en konventionell Konsumbutik fanns fortfarande på 1990-talet. Idag ligger här konditori Cafe Chateau.

Historiska bilder
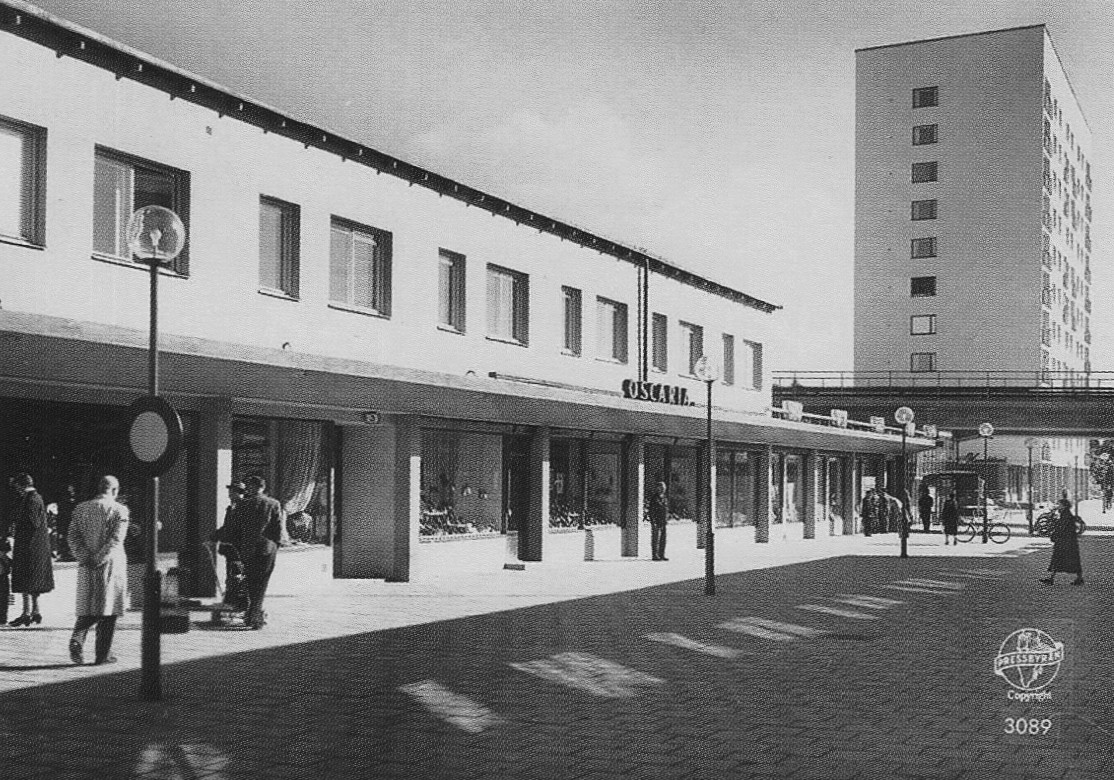
Västra torget med norra butikslängan och höghuset, 1955.
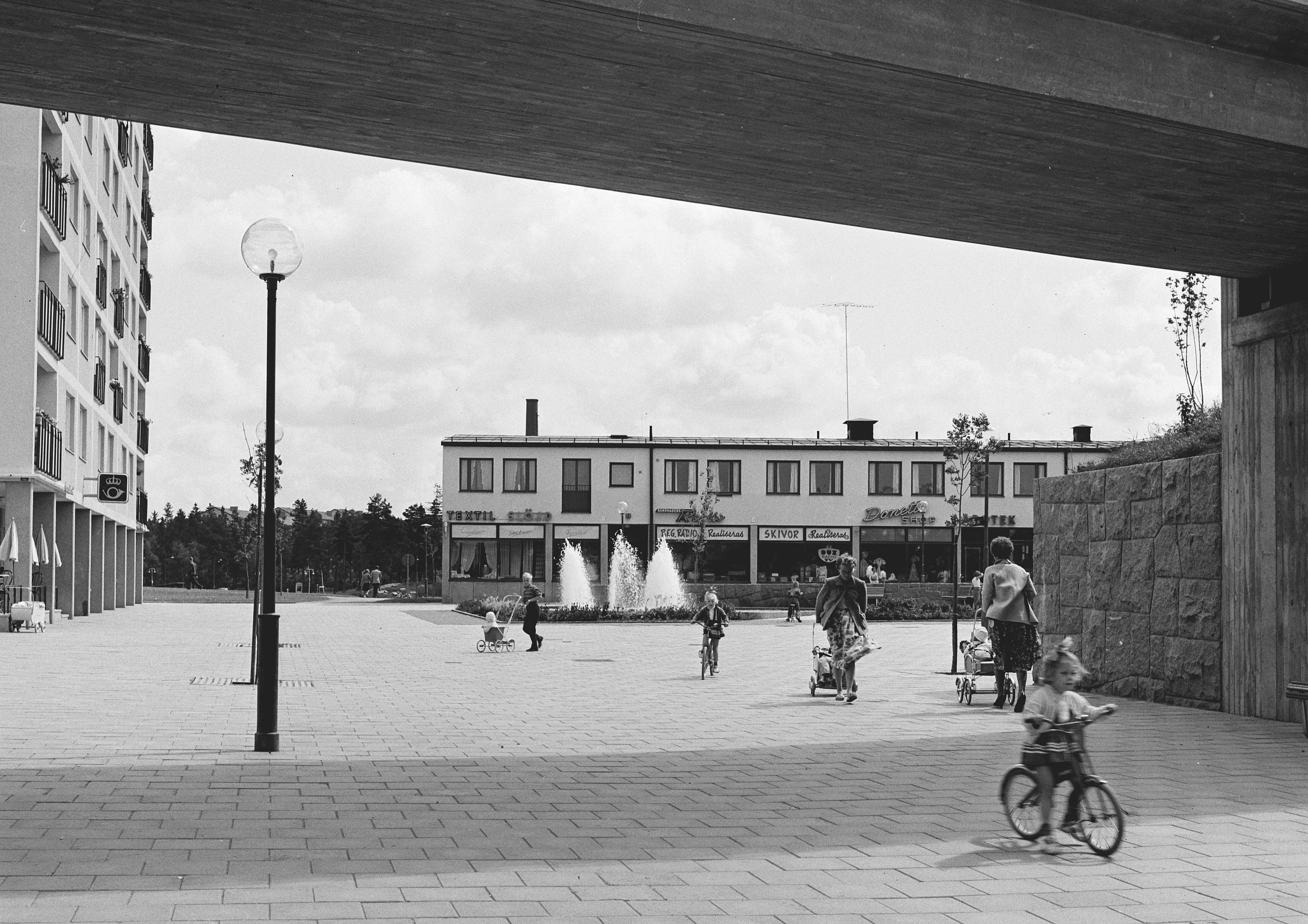
Östra torget med höghuset till vänster, sett österut från tunnelbanebron, 1955.
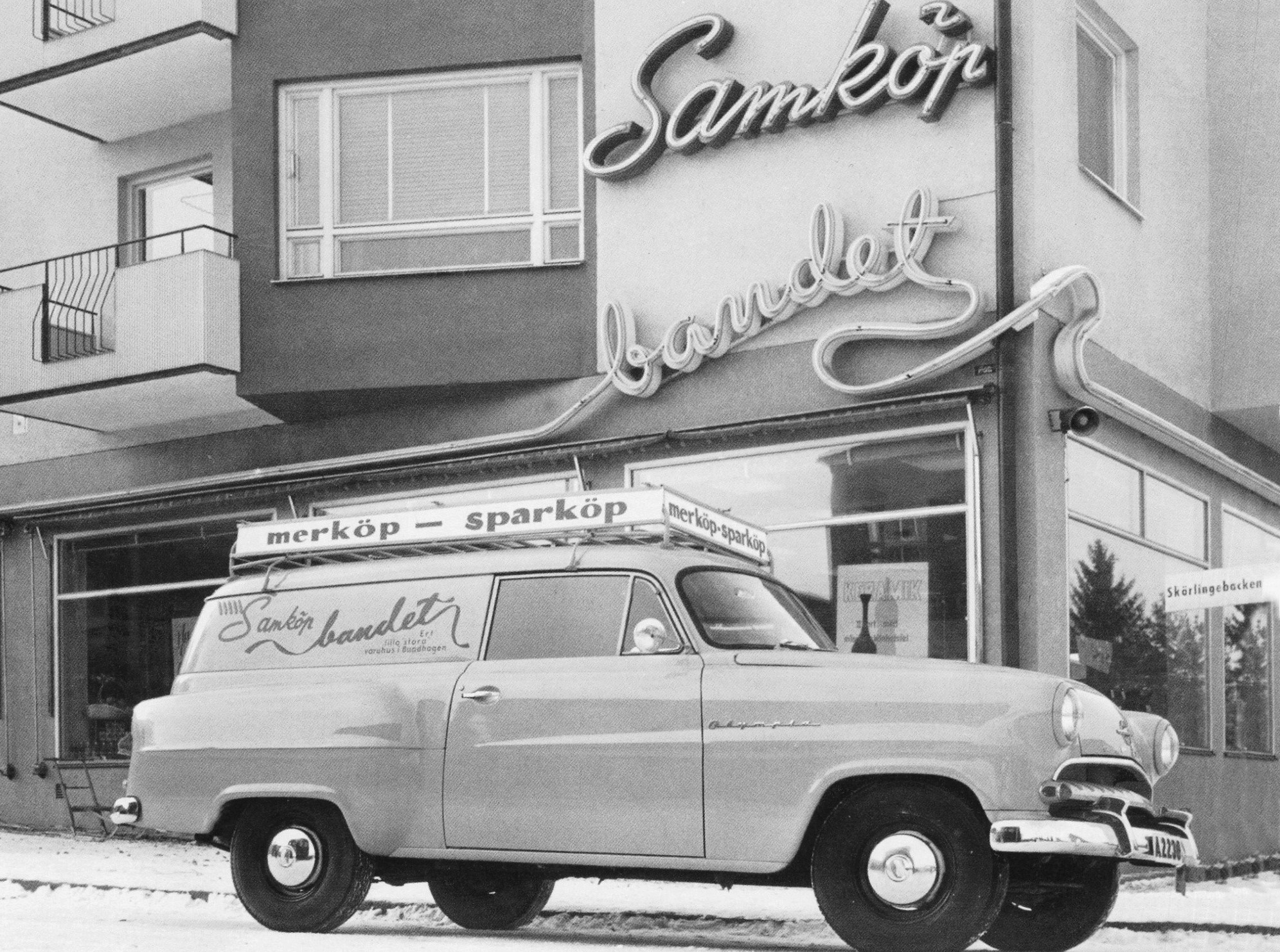
"Samköp-bandets" leveransbil, en Opel Olympia, 1955.
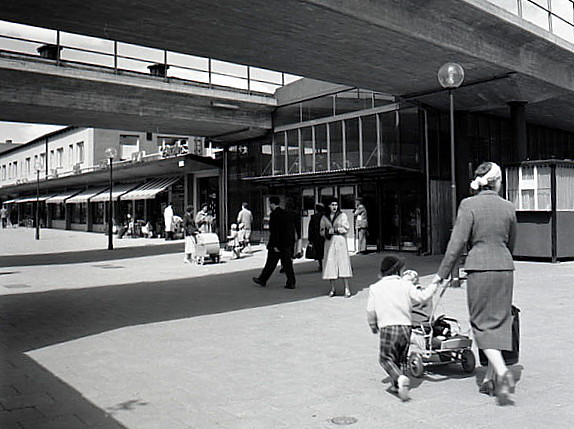
Norra butikslängan och tunnelbanan, 1957.

## Upprustning
Efter några decennier av stiltje och "bortglömt" förortscenter med klotterproblem beslöt ägaren, brf HSB Bandhagen, att genomföra ett upprustningsprogram som omfattar underhåll av lokaler och av utemiljön. Renoveringen började år 2013. För att bevara och återställa centrumanläggningens 1950-tals karaktär har man bland annat satsat på neonskyltar i en design inspirerad från 1950-talet som sattes upp på skärmtaken respektive fasaderna över butikerna. Totalt investerade föreningen en miljon kronor på omgörningen som skall täckas genom hyreshöjningar. Idag finns ett 20-tal butiker, mataffär (ICA nära), apotek, frisör, trafikskola och några restauranger.

Nutida bilder (västra torget)
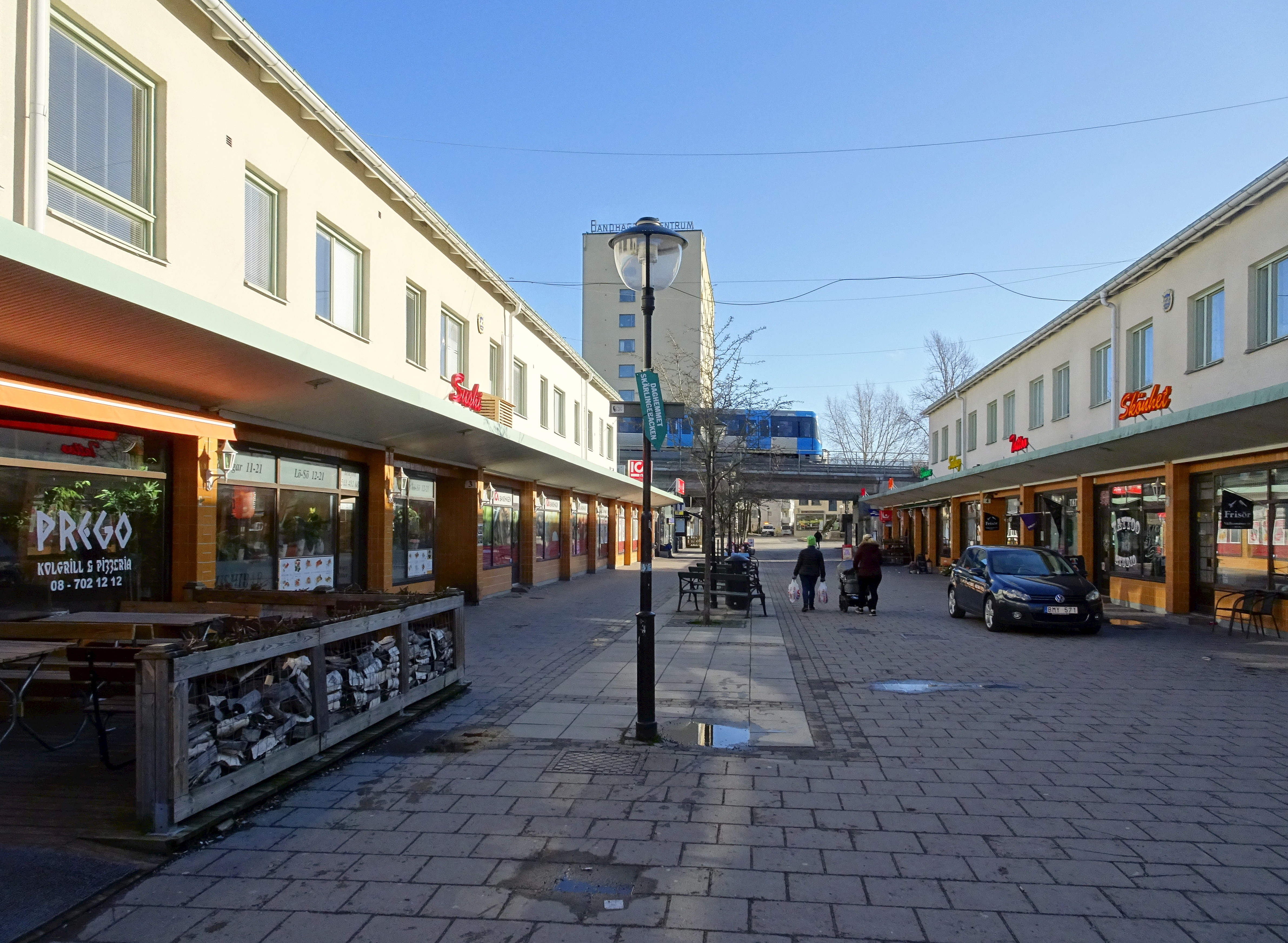
Norra och södra butikslängan, vy österut.
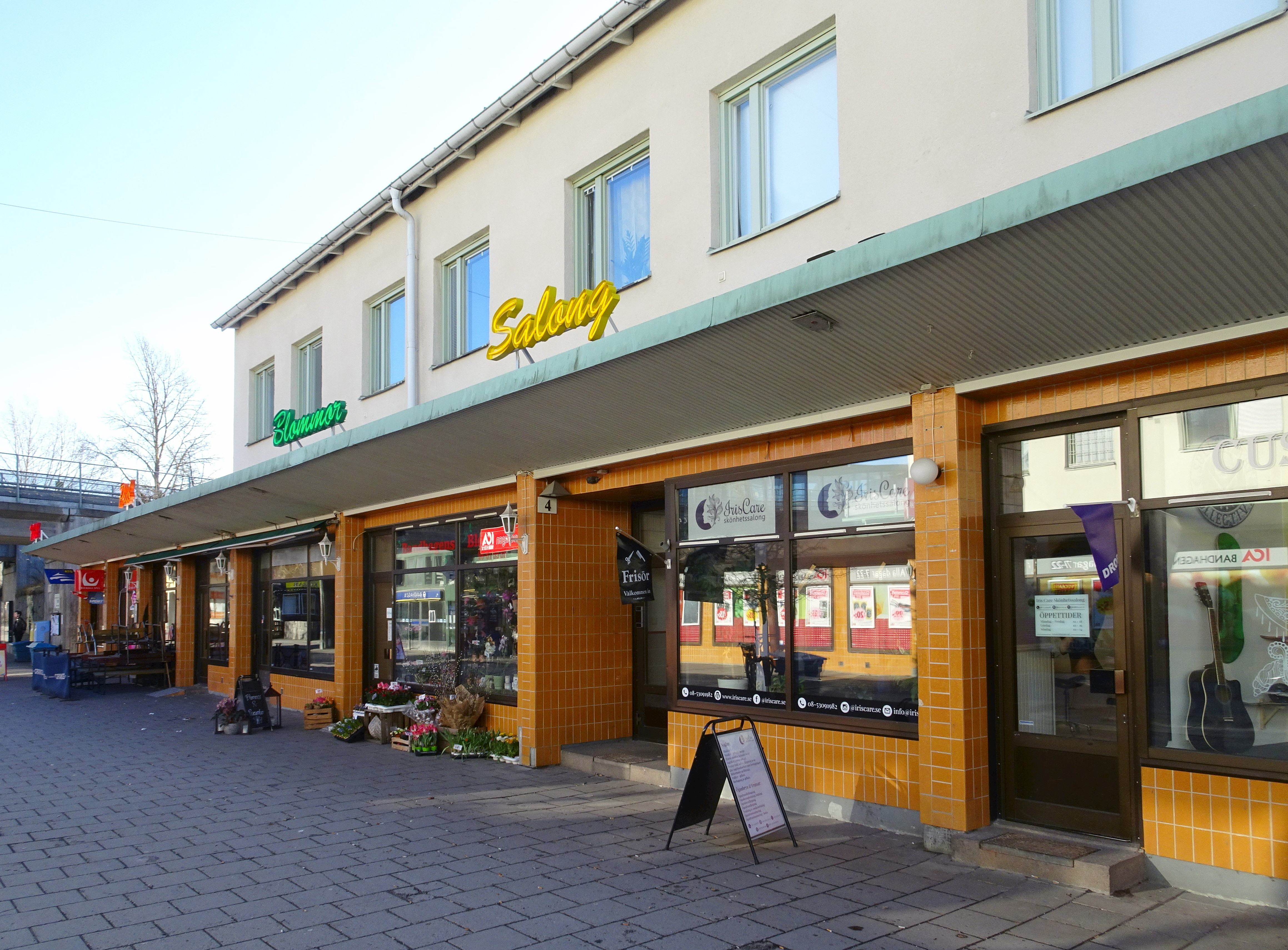
Södra butikslängan.
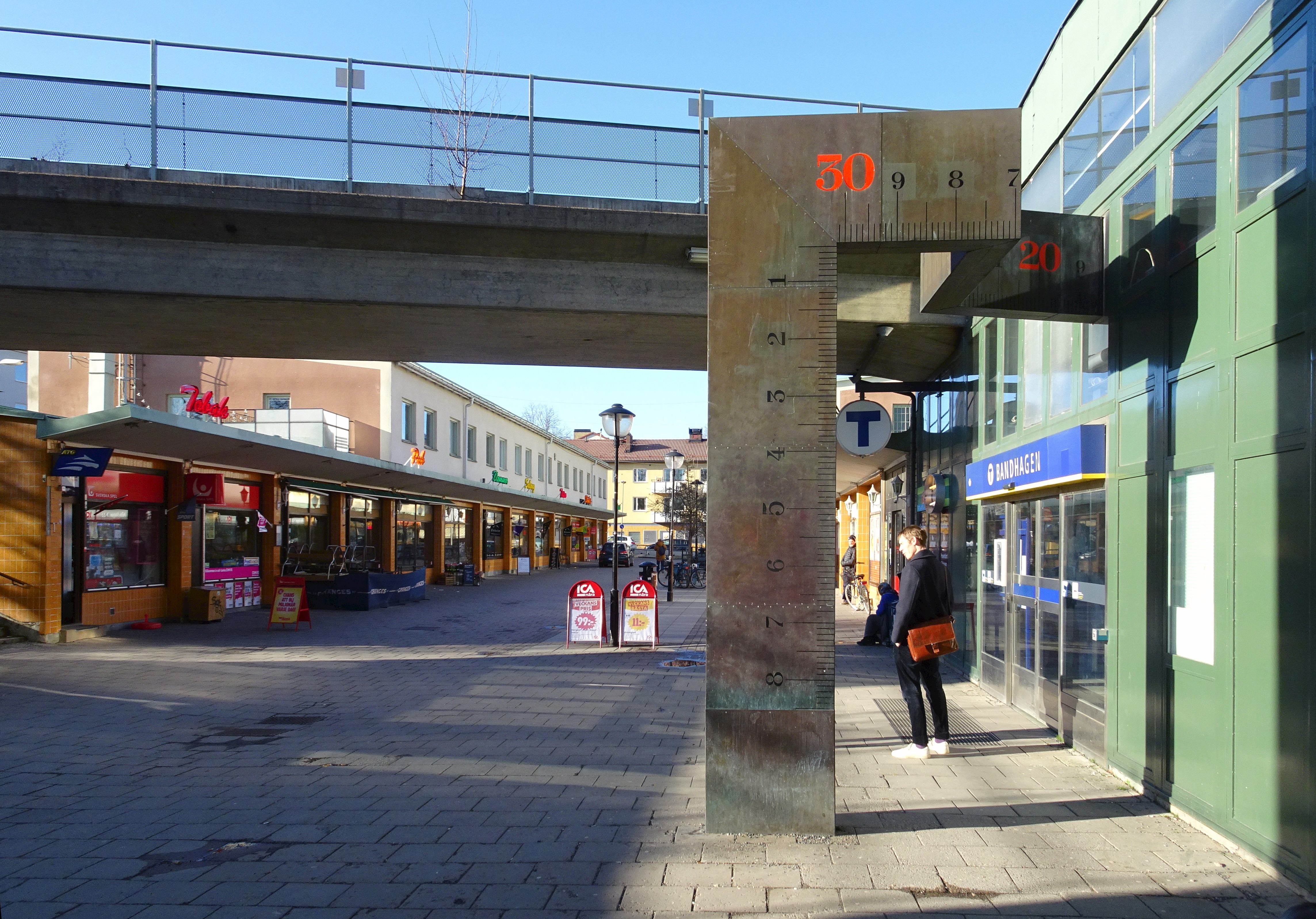
Butikslängorna västerut med tunnelbaneentrén.
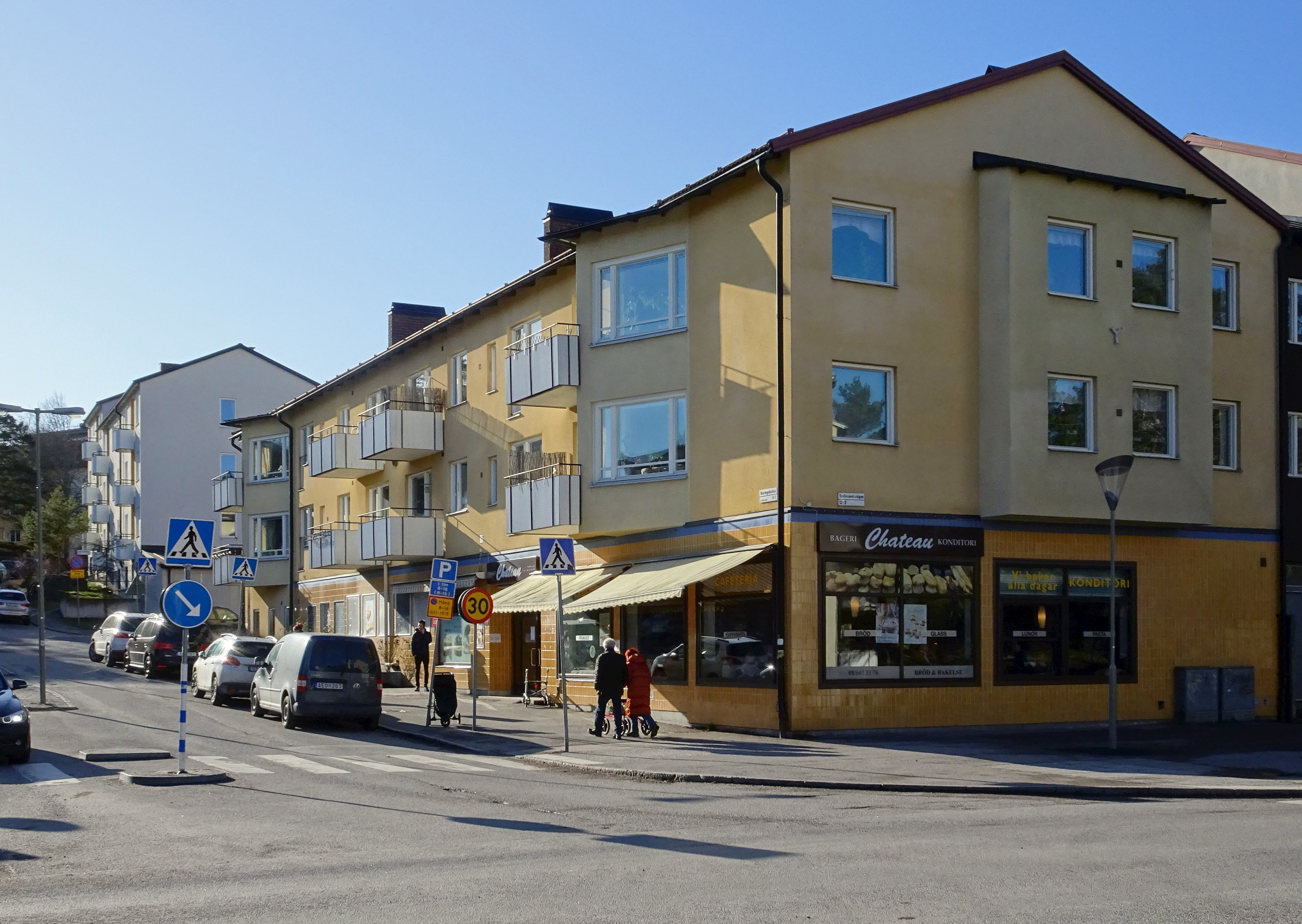
Konditori Cafe Chateau.

Nutida bilder (östra torget)
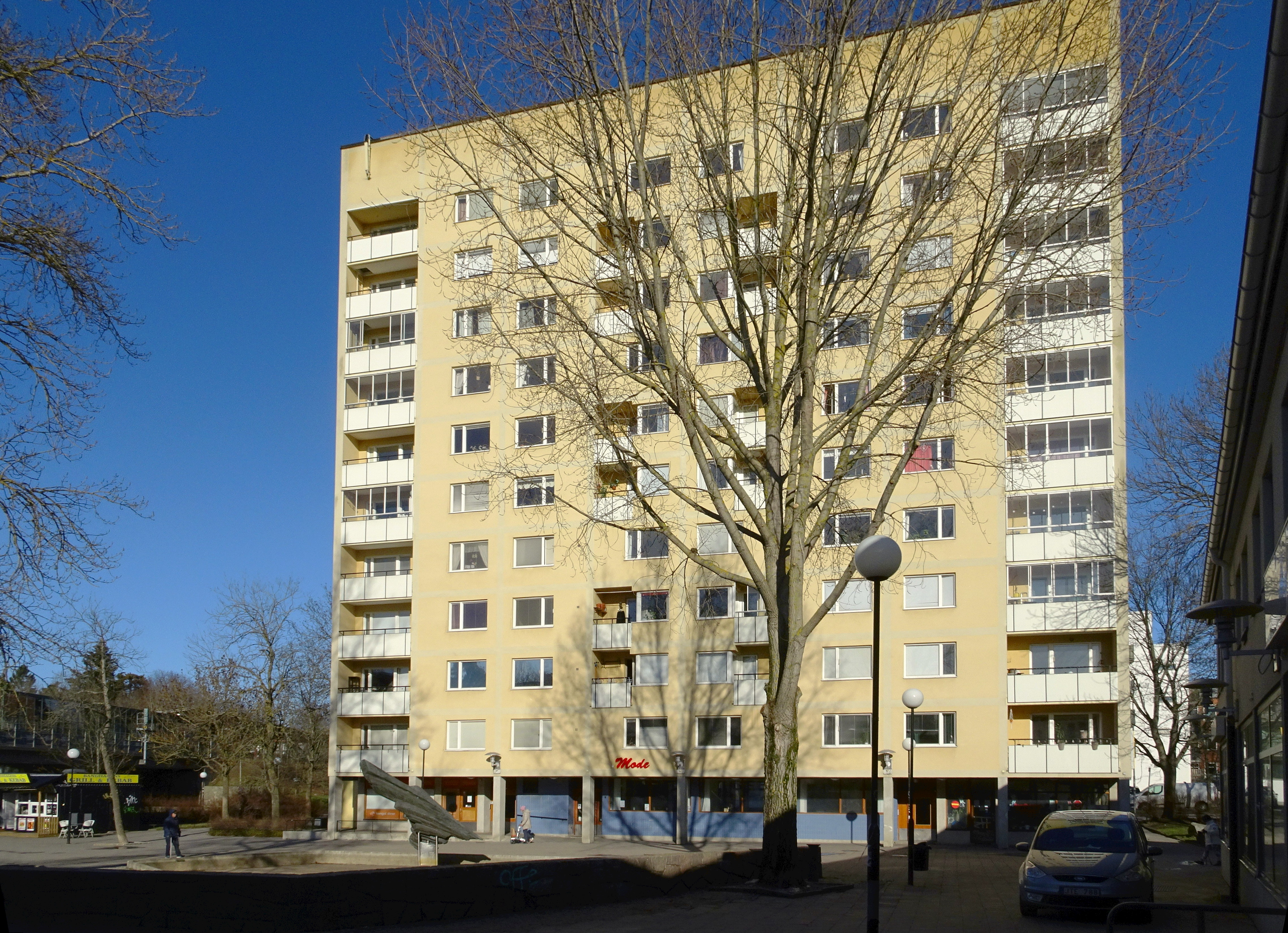
Höghuset sett från torget.
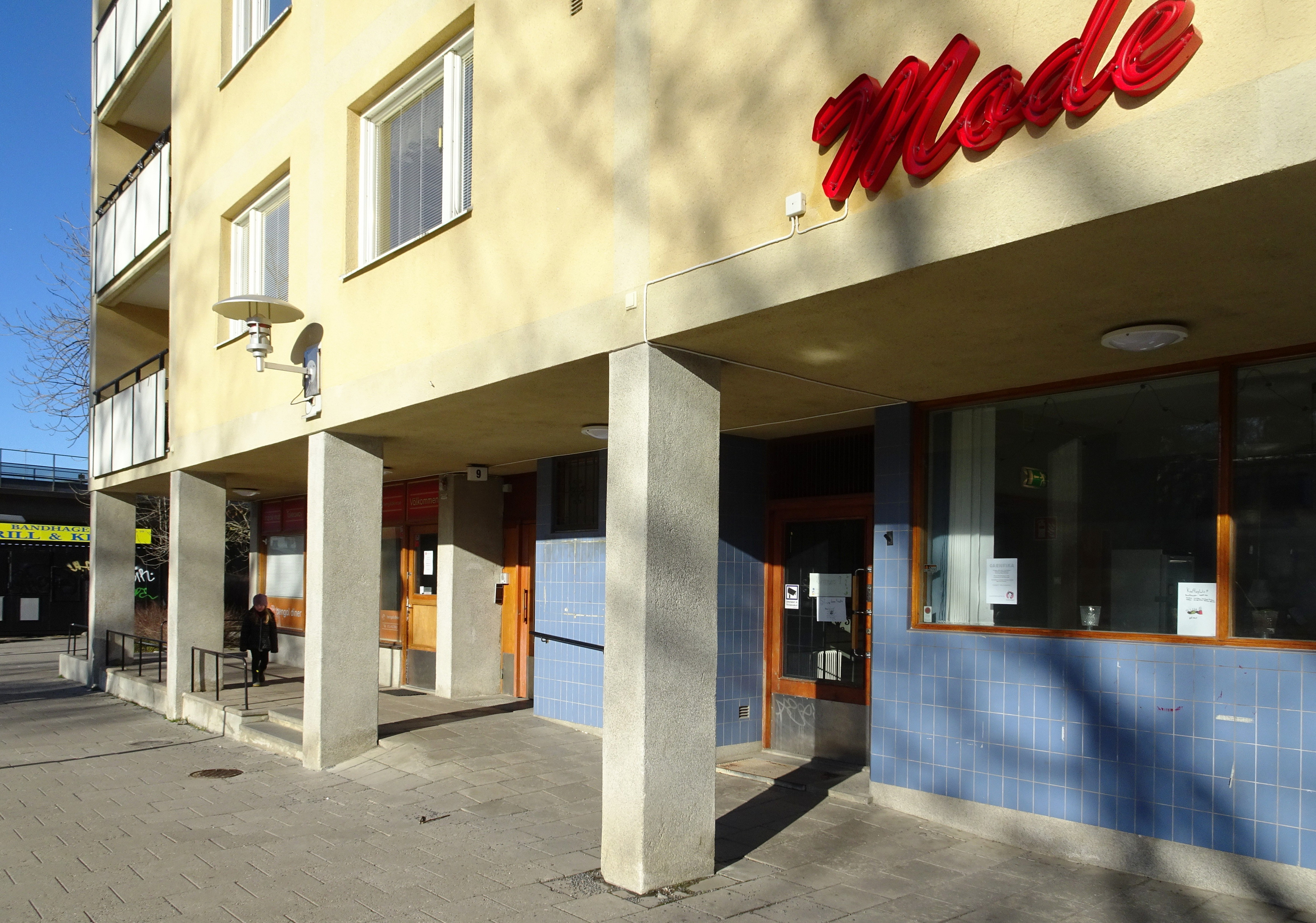
Höghuset, arkadgången.
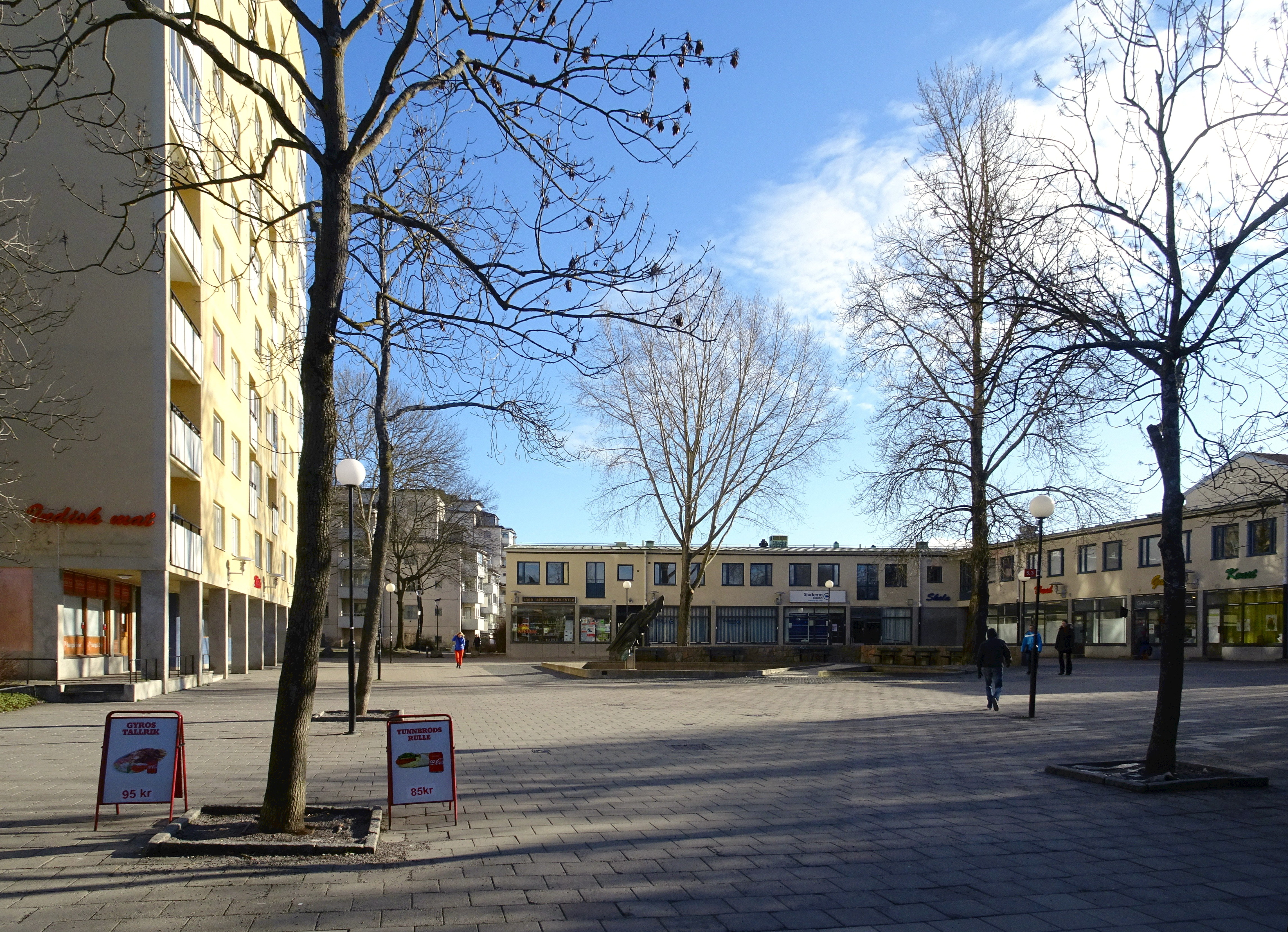
Torget med höghuset och låghuset.
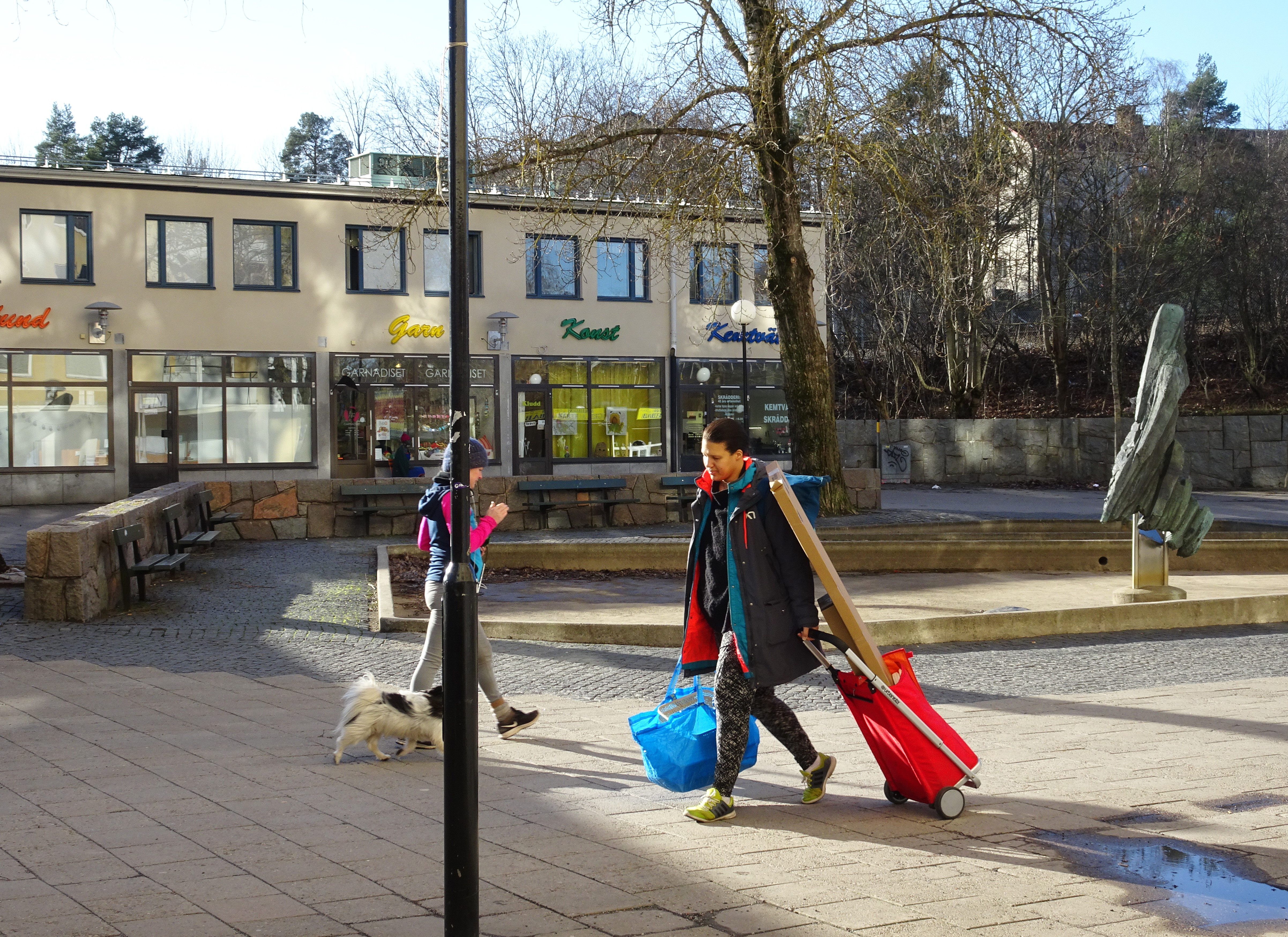
Torget med låghus och skulptur Horisontal.